# Lulo
De lulo (ook wel: naranjilla) is de vrucht van Solanum quitoense, een plant uit de nachtschadefamilie (Solanaceae).
De plant is rijkvertakt, lichtverhout en tot 3 m hoog. De verspreid geplaatste bladeren zijn zacht behaard, eirond-ovaal, grof getand, kort toegespitst en hartvormig aan de basis en tot 60 × 45 cm groot. De bladstelen, nerven, jonge bladschijven en stengels zijn met violette sterharen bezet en kunnen stugge, lange stekels dragen.
De plant bloeit vier tot vijf maanden na het zaaien. De bloemen zijn circa 3 cm breed en staan op korte stelen in trossen van één tot tien stuks. De kelk is viltig-violet en de vijf lancetvormige, crèmewitte of geliggroene kroonbladeren zijn aan de onderkant violet behaard.
De vrucht is een dik gesteelde tot 6,5 cm grote bes, waaraan de grote, bekervormige, vijfslippige, viltig behaarde kelk kan blijven zitten. De schil van rijpe vruchten is stevig-leerachtig, tot 4 mm dik en aan de buitenkant glanzend geel tot oranje van kleur met een vilt uit ruwe, lichtbruine sterharen. De vrucht wordt aan de binnenkant door bleekoranje, vlezige tot vliezige wanden in vier compartimenten verdeeld, die zijn gevuld met glazig-geeloranje, sappige, zuur-aromatische pulp en groenige, 2-2,5 mm grote zaden.
De lulo komt van nature voor in de Andes in Colombia, Ecuador en Peru en wordt veel tussen 1000 en 2500 m hoogte in het tropisch bergland van Zuid-Amerika gekweekt. Minder vaak wordt de plant in tropisch gebergte in de oude wereld gekweekt.
Een verwante soort is de Orinoco-appel (Solanum sessiliflorum) of cocona, die ook eetbare vruchten heeft en in de stroomgebieden van de Orinoco en de Amazone gekweekt wordt.

## Gebruik
Uit de lulo kan groen sap worden geperst. Dit wordt onder andere in Peru geproduceerd. Het sap is niet lang houdbaar, want na contact met de lucht verkleurt het snel naar bruin. De verkleuring kan vertraagd worden door toevoeging van limoensap.
De vrucht kan ook als handfruit dienen en tot vruchtenwijn ("vino de naranjilla"), marmelade, ijs, jam, gelei en siroop worden verwerkt.

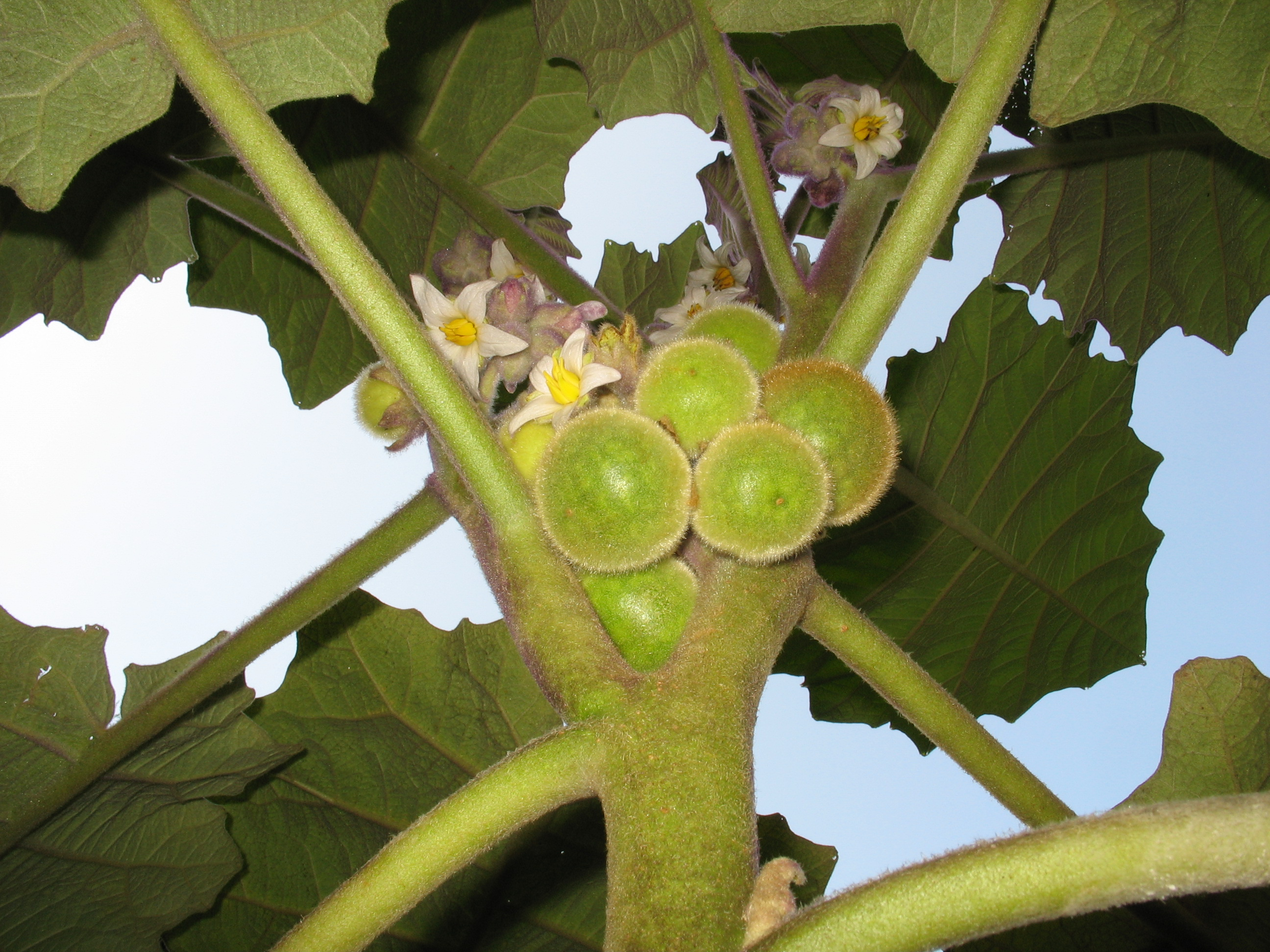
Onrijpe vruchten en bloemen
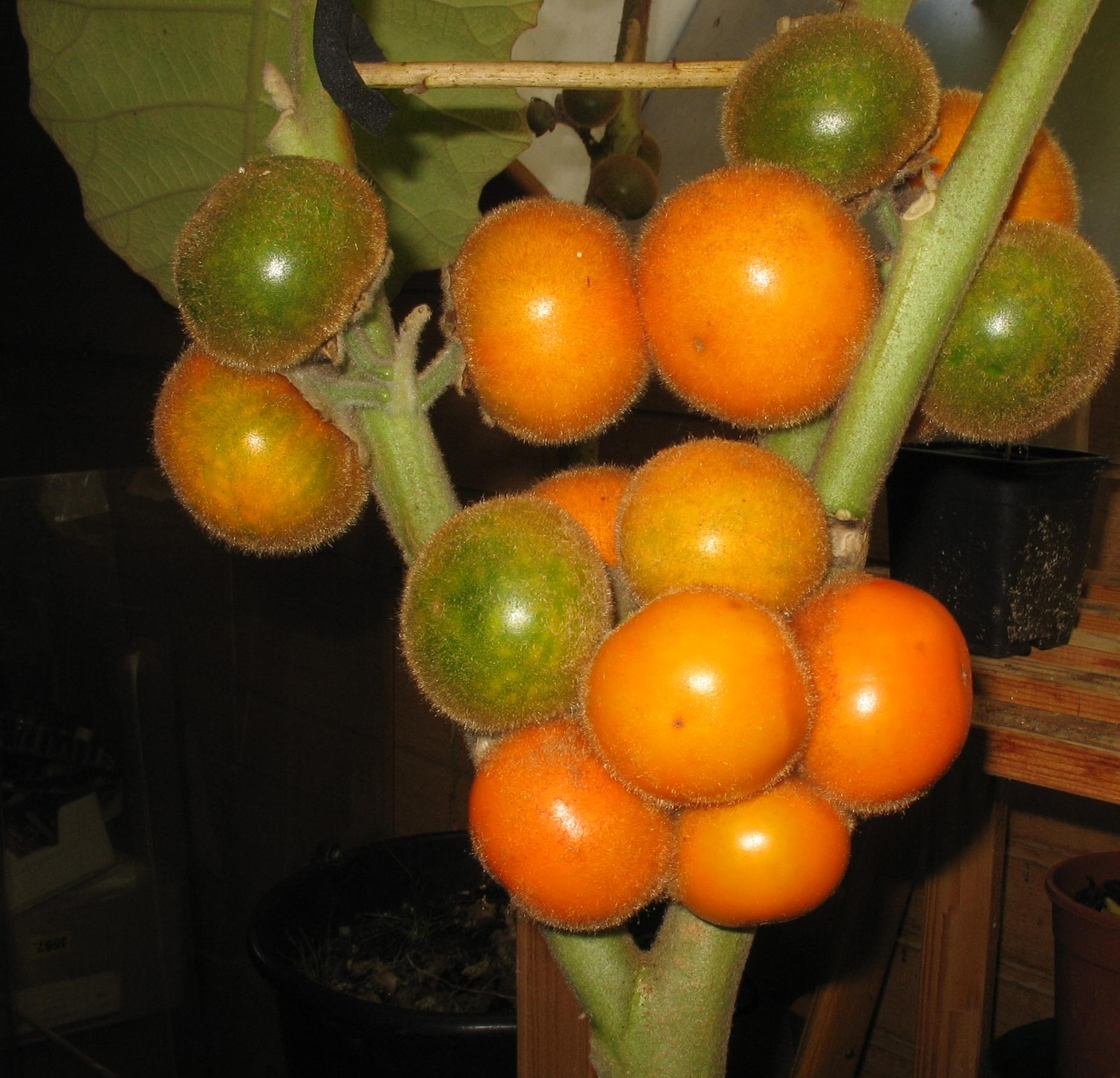
Rijpende vruchten met sterharen
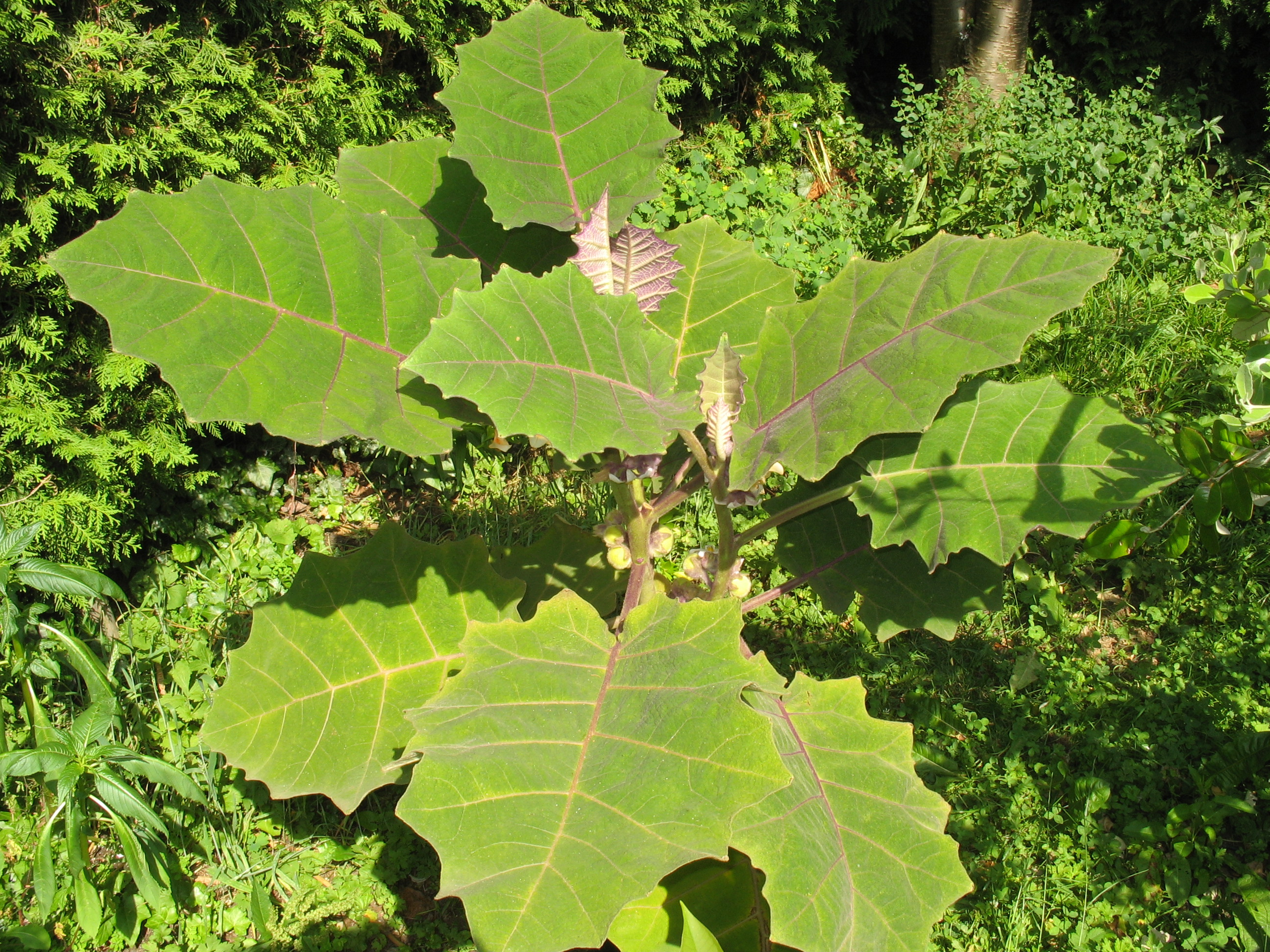
Volgroeide plant

... · 
S. bauerianum · 
S. crispum · 
S. dulcamara (Bitterzoet) · 
S. jasminoides (Klimmende nachtschade) · 
S. lycocarpum · 
S. lycopersicum (Tomaat) · 
S. macrocarpon (Antruwa) · 
S. melongena (Aubergine) · 
S. muricatum (Pepino) · 
S. nigrum (Zwarte nachtschade) · 
S. nigrum subsp. schultesii (Beklierde nachtschade) · 
S. physalifolium (Glansbesnachtschade) · 
S. quitoense (Lulo) · 
S. sodomaeum (Sodomsappel) · 
S. sessiliflorum (Orinoco-appel) · 
S. triflorum (Driebloemige nachtschade) · 
S. tuberosum (Aardappel) · 
S. uporo (Kannibaaltomaat) · 
S. villosum (Donsnachtschade) · 
S. wendlandii (Costa Ricaanse nachtschade) · 
...